# Валата
Вала̀та (на италиански: Vallata) е малко градче и община в Южна Италия, провинция Авелино, регион Кампания. Разположено е на 870 m надморска височина. Населението на общината е 2870 души (към 2010 г.).